# Bothrogonia albidicans
Bothrogonia albidicans är en insektsart som beskrevs av Walker 1858. Bothrogonia albidicans ingår i släktet Bothrogonia och familjen dvärgstritar. Inga underarter finns listade i Catalogue of Life.